# Amphoe Damnoen Saduak
Amphoe Damnoen Saduak (Thais alfabet: ดำเนินสะดวก,  lett. Comfortabele Reis) is een district (Amphoe) in het Centraal-Thailand in de provincie Ratchaburi. De stad is vooral bekend om haar "drijvende markt". Door de nabijheid van de Thaise hoofdstad Bangkok is de markt echter een belangrijke toeristische attractie geworden en heeft daardoor veel van haar authenticiteit verloren.
Het district wordt doorkruist door de Khlong Damnoen Saduak, die de rivier de Ta Chin met de Mae Klong verbindt.

## Geografie

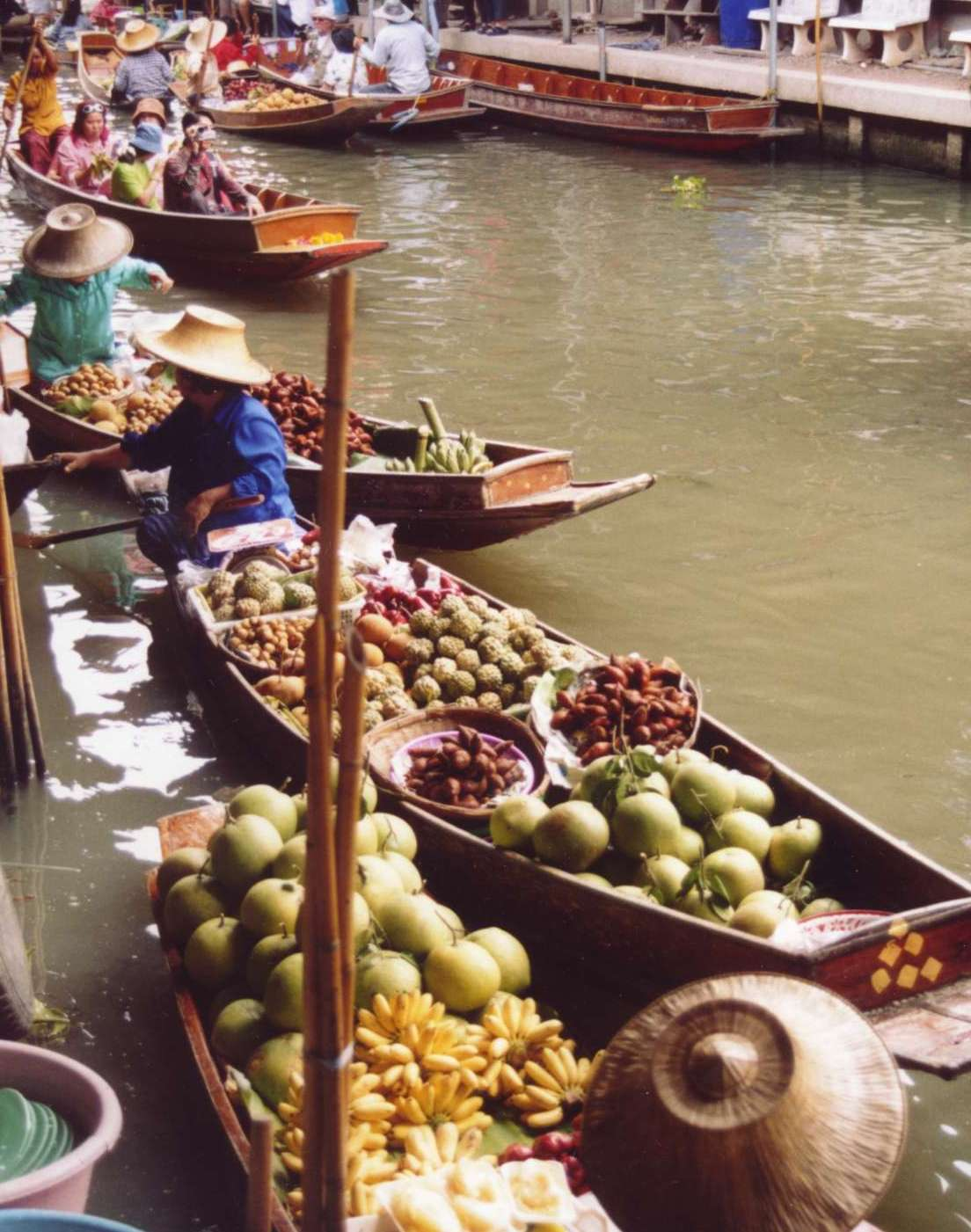
De drijvende markt

Het district is onderverdeeld in 13 gemeenten (tambon):
| 1. Damnoen Saduak | (ดำเนินสะดวก) | 8. Ban Rai       | (บ้านไร่)  |
| 2. Prasat Sit     | (ประสาทสิทธิ์)  | 9. Phaengphuai   | (แพงพวย) |
| 3. Si Surat       | (ศรีสุราษฎร์)   | 10. Si Muen      | (สี่หมื่น)   |
| 4. Ta Luang       | (ตาหลวง)     | 11. Tha Nat      | (ท่านัด)   |
| 5. Don Kruai      | (ดอนกรวย)    | 12. Khun Phithak | (ขุนพิทักษ์) |
| 6. Don Khlang     | (ดอนคลัง)     | 13. Don Phai     | (ดอนไผ่)  |
| 7. Bua Ngam       | (บัวงาม)      |                  |          |

Damnoen Saduak grenst aan de volgende districten (beginnend in het oosten, met de klok mee): 
| * Ban Phaeo              | (Changwat Samut Sakhon)    |
| * Mueang Samut Songkhram | (Changwat Samut Songkhram) |
| * Bang Khonthi           | (Changwat Samut Songkhram) |
| * Mueang Ratchaburi      | (Changwat Ratchaburi)      |
| * Photharam              | (Changwat Ratchaburi)      |
| * Bang Phae              | (Changwat Ratchaburi)      |